# Боен вик
Бойният вик е призив на висок глас по време на (военна) битка, с който се ободряват другарите по оръжие, сплашва се врагът или се призовава подкрепа от висша сила (например Бог). Освен това, бойният вик е служил и като акустичен знак за разпознаване на „своите хора“, позволяващ лесно в разгара на битката да се разграничат „своите“ от „чуждите“. Друга полезна функция на бойния вик е да създава усещане за единство и сплотеност с другарите по оръжие.

## Функция
Преди въвеждането на униформата, бойният вик е бил най-важният признак за разпознаване в разгара на битката. Неговата цел е била да повиши общия боен дух и чувството за единство на войската, но също така и да сплаши противника. Бойният вик е бил използван още в древността. Формулировката му обикновено се основава на  традиции и навици на съответния народ, но е можела също така да бъде по-специално измислена и разпоредена от главнокомандващия за дадена конкретна битка. Поради тази причина, бойният вик може да се счита за част от ранната психологическа война. Класическият български пример е Ура! (което се е запазило до днес при тържествена заря-проверка).

## Хералдика
Бойните викове от Средновековието често са били час от гербове на благородници, рицари или държави. Днес, това е „отживелица“ и в съвременни (държавни) гербове, вместо боен вик се изписват официални девизи. В българския държавен герб, девизът е „Съединението прави силата“.
Въпреки че девизът като гербов елемент е осъвременена версия бойния вик, то в хералдиката (науката за гербовете) това са две различни понятия, въпреки че често се бъркат и използват синонимно.
Девизът е елемент, разположен обикновено в долната част на даден герб (виж галерията по-долу). Той обикновено се отнася до морални или религиозни ценности, или мъдрости, които сплотяват даден народ – например, „Съединението прави силата“. При новосформирани държави, например, може да се измисли съответно нов девиз.
За разлика от това, бойният вик е елемент, който, в случай, че въобще присъства, е разположен в горната част на даден герб (виж галерията по-долу). Той е историческа останка от Средновековието и не може да се „измисли“ в днешно време и да бъде използван в новосъздаден герб на новасформирала се нация. Бойният вик е нещо историческо, което или го е имало, или го е нямало. Той представлява възклицание или фраза, провиквана по време на военни сражения или битки, с цел да мотивира войниците – например: „Напрееееед!“ или „На боооой!“или „Ураааа!“ и тем подобни.
Бойният вик като гербов елемент е особено разпространен на Британските острови и във Франция. Примери:
- Родът Монморанси[3] – една от най-старите и авторитетни благороднически фамилии във Франция, чието име произлиза от селището Монморанси близо до Париж и чиито членове от 1327 г. носят титлата „първите християнски барони на Франция“. От 1551 г. те носят титлата „Херцог Монморански“. Хенри IV ги обявява за „първата династия на Европа“ – след самите Бурбони, разбира се. Техният боен вик е бил: Aide le premier baron chretien! (от френски: ‚Помогнете на първия барон на християнството!‘) и е вписан в бяла лента в горната част на герба им.
- Голям държавен герб на Кралство Франция и Кралство Навара от 1589 до 1790 г.[4] От възкачването на Анри III Наварски под името Хенри IV Френски до промяната на титлата на Луи XVI от „крал на Франция и Навара“ на „крал на французите“. Над щита на герба в лазурно-бяла лента пише надпис Montjoie Saint Denis, отнасяйки се до орифлама (известен още като Montjoie) – бойното знаме на кралската армия – и Свети Дионисий Парижки – покровител на Франция.[4]

- Галерия – разлика между боен вик и девиз като елементи на герб
- Герб на рода Монморанси с боен вик в лента (отгоре): Aide le premier baron chretien!
- Държавен герб на Кралство Франция от 1589 до 1790 г. с боен вик в лента (отгоре): „Montjoie Saint Denis“.
- Държавен герб на Република България с девиз в лента (отдолу): „Съединението прави силата“.

## Примери за бойни викове

### Древността(до 476 г. сл.н.е.)
- Алала, Алала! (на старогръцки: Ἀλαλά) – боен вик в Древна Гърция[5]; така е и името на древногръцката богиня, олицетворяваща бойния вик.
- Baritus – римско название на боен вик-песен на германските племена по времето на Тацит[6]
- Nobiscum Deus (на латински: Бог с нас!) – боеен вик в късната Римска и Византийска империи[7]
- Мара! – боен вик на сарматите[8]

### Ново време(до 1918 г.)
- Свобода или смърт! – Български боен вик в Руско-турската освободителна война
- Ура! – боен вик и възклицание от радост и тържественост в много европейски езици. Боен вик на Червената армия през Втората световна война, заимстван и използван до днес от Българската армия. Производни форми на вика се използват и в много други европейски страни, като например в Германия под формата хура
- Алга! (на киргизки: Алга, на казахски: Алға; в превод: „Напред!“) – боен вик на казахи, киргизи, татари
- Banzai! (10 000 години!) – Боен вик на японските самураи, възобновен през Втората световна война
- Вив л'емперьор! (на френски: Vive l'Empereur!; Да живее императора!) – вик на наполеоновата армия.
- Savoia! – боен вик на Савойската династия в Кралство Италия до Първата световна война[9]

### По-новото време(от 1918 г. насам)
- Даёшь! („Предай се!) – боен вик на всички войници от всички страни по време на гражданската война в Русия
- Viva Cristo Rey y Santa Maria de Guadalupe! (Да живее Господа наш Христос и Светата Мария Гваделупска!) – боен вик на мексиканските кристери[10]
- Аллах Акбар! („Бог е по-велик!“) – арабски
- Джеронимо! – боен вик на въздушните сили на САЩ[11]

### Други
- Фери, фери! (на латински: Feri, Feri!) („уд'ри, уд'ри!“) – боен вик на Древен Рим[2]
- Christe boëthei! („Христос помогни!“) – Византийска империя
- Deus vult или Dieu le veut! („Бог го иска“) – боен вик на християнските кръстоносци от Първия кръстоносен поход нататък
- Adjuva Deus! („Помогни Боже!“, „С Божията помощ“) – боен вик от периода на кръстоносните походи[2]
- Maria Hilf! (Мария, помогни!) – призоваване на Мария (наричана в Римокатолическата църква „помощница на християните“) по време на кръстоносните походи от 13-ти век нататък, а по-късно става боен вик на Хабсбургската империя до турските войни
- различни хака (ритуални песнопения) на маорите
- Hya, Berge romerijke („Висока, славна планина“) – вик на бергишските войски в битката при Воринген (1288 г.)
- Saint George! („Свети Георги!) – призоваване на Свети Георги, покровител на англичаните, боен вик в Средновековието (Стогодишната война).[2]
- Mont-joie! (отнасяйки се до крепостта Монжуа в Светите земи) – френски боен вик от Средновековието
- Santiago! – Якоб Заведеев, покровител на Кастилия, боен вик от Средновековието и Ранното ново време
- Eleftheria i thanatos („Свобода или смърт!“) – Критски боен вик в битката за свобода срещу османците
- Haarus – Боен вик на Швейцарския съюз (1291—1798 г.)
- Hakkaa päälle! – боен вик на финландските войски в Тридесетгодишната война
- Remember the Alamos! (Спомнете си за Аламо!) – Тексаски войски в битката при Сан Хасинто (1836 г.)
- т. нар. „rebel yell“ („бунтовнически вик“) е бил боен вик на Конфедеративните американски щати по време на Американската гражданска война (1861–1865 г.), неясно е как точно е звучал викът
- En Avant! („Напред“) – френски боен вик от Новото време до 20 век[2]
- Hurra! – Австрийска империя до 20 век[9]
- Живела Австрия! („Да живее Австрия“) – боен вик на босненско-хърватски военни контингенти на австро-унгарската армия[9]